# ابن وهبان
ابن وهبان ، هو عبد الوهـاب بن أحمـد بن وهـبان الحارثي المزني. فقيه حنفي وأديب ولي قضاء حماة.

## مؤلفاته
- أحاسن الأخبار في محاسن السبعة الأخيار,[2] وحققه أحمد بن فارس السلوم.

## وفاته
توفي في نحو الاربعين من عمره في عام 768 هـ / 1367 م.